# Droitzen
Droitzen ist ein Ortsteil der Gemeinde Mertendorf im Burgenlandkreis in Sachsen-Anhalt.

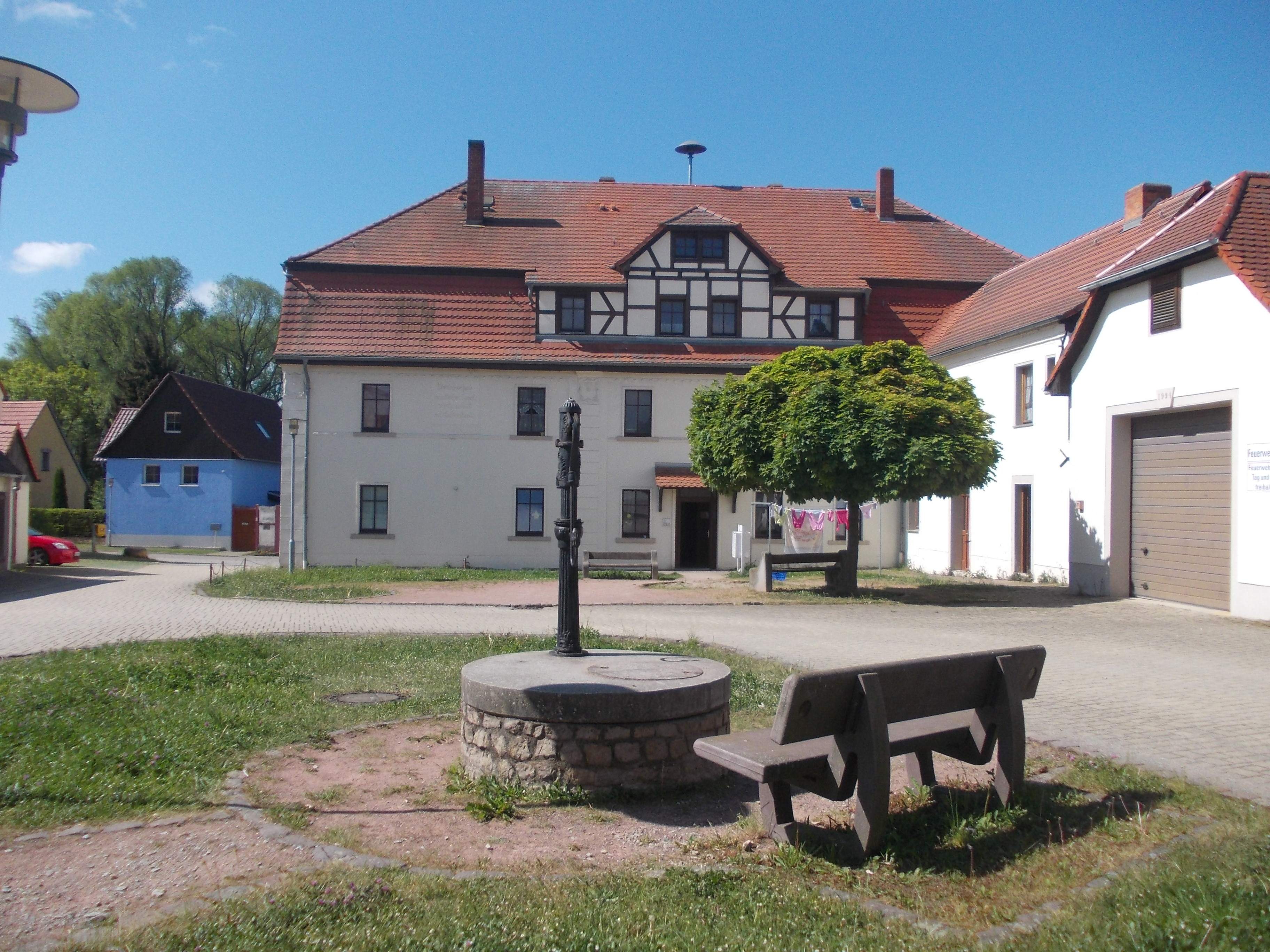
Herrenhaus Droitzen

## Geografie
Droitzen liegt ca. acht Kilometer südöstlich von Naumburg (Saale) und westlich von Görschen.

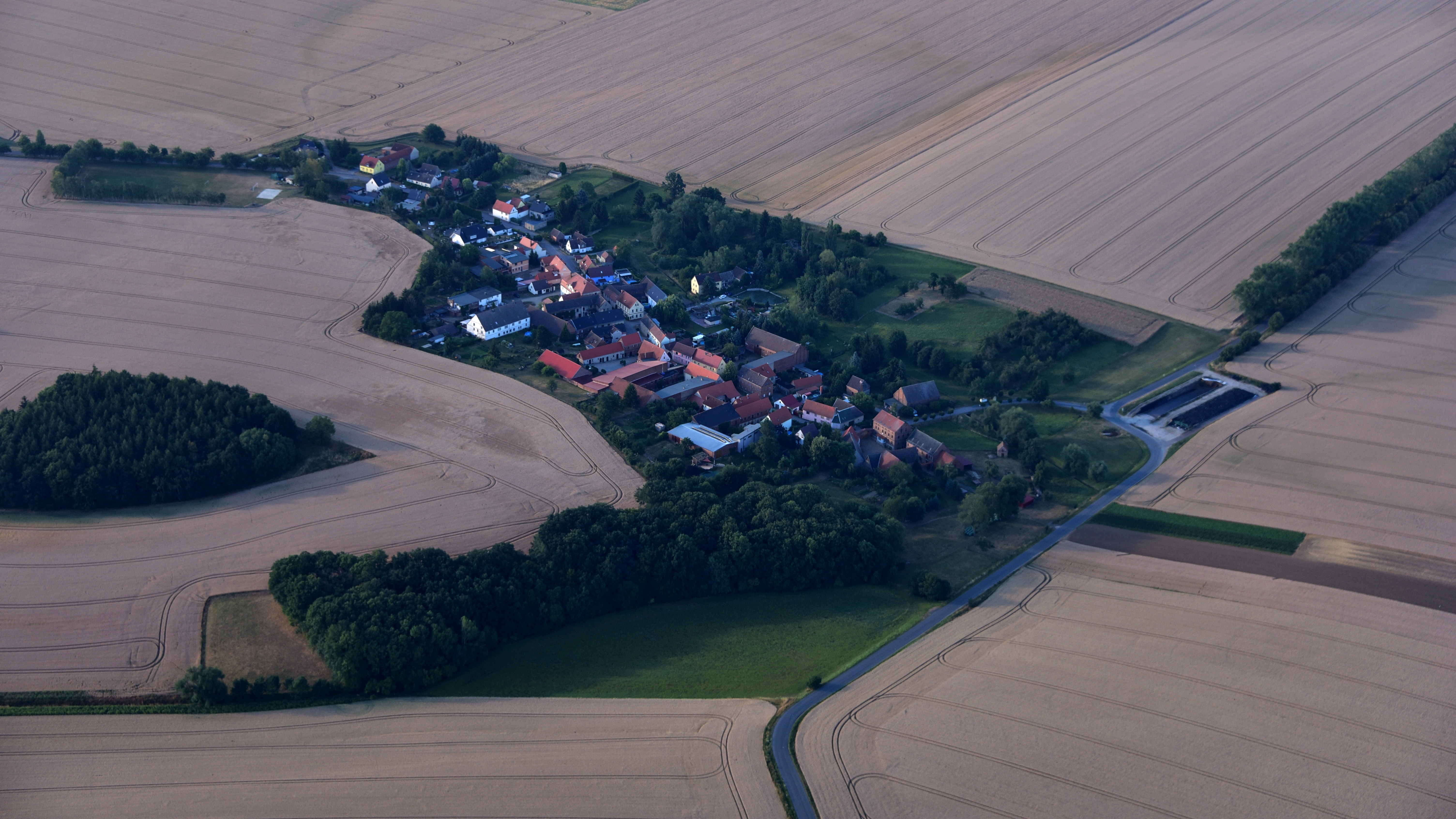
Droitzen, Luftaufnahme (2018)

## Geschichte
Die erste Erwähnung von Droitzen erfolgte im Jahr 1144. Eine Hufe des Orts wurde im 12. Jahrhundert dem Kloster Pforta gestiftet. Das Straßendorf gehörte später zum albertinischen Kurfürstentum Sachsen. Kurfürst Johann Georg I. belehnte 1620 Christian Schenk von Tautenburg mit Gütern in Görschen und Droitzen im Amt Weißenfels. Nach dem Tod von Christian Schenk von Tautenburg gehörten beide Orte ab 1640/52 als Exklaven zum kursächsischen Amt Tautenburg. Mit dem Wiener Kongress kam Droitzen 1815 zum preußischen Landkreis Naumburg in der Provinz Sachsen.
Das Eingemeindungsdatum Droitzens nach Görschen ist unbekannt. Seit dem Zusammenschluss der Gemeinden Görschen und Löbitz mit der Gemeinde Mertendorf am 1. Januar 2010 ist Droitzen ein Ortsteil der neuen Gemeinde Mertendorf.

## Wirtschaft und Infrastruktur

### Verkehr
Die Bundesstraße 180, die von Naumburg (Saale) nach Zeitz führt, ist über den Nachbarort Görschen erreichbar.